# Barva ve spreji

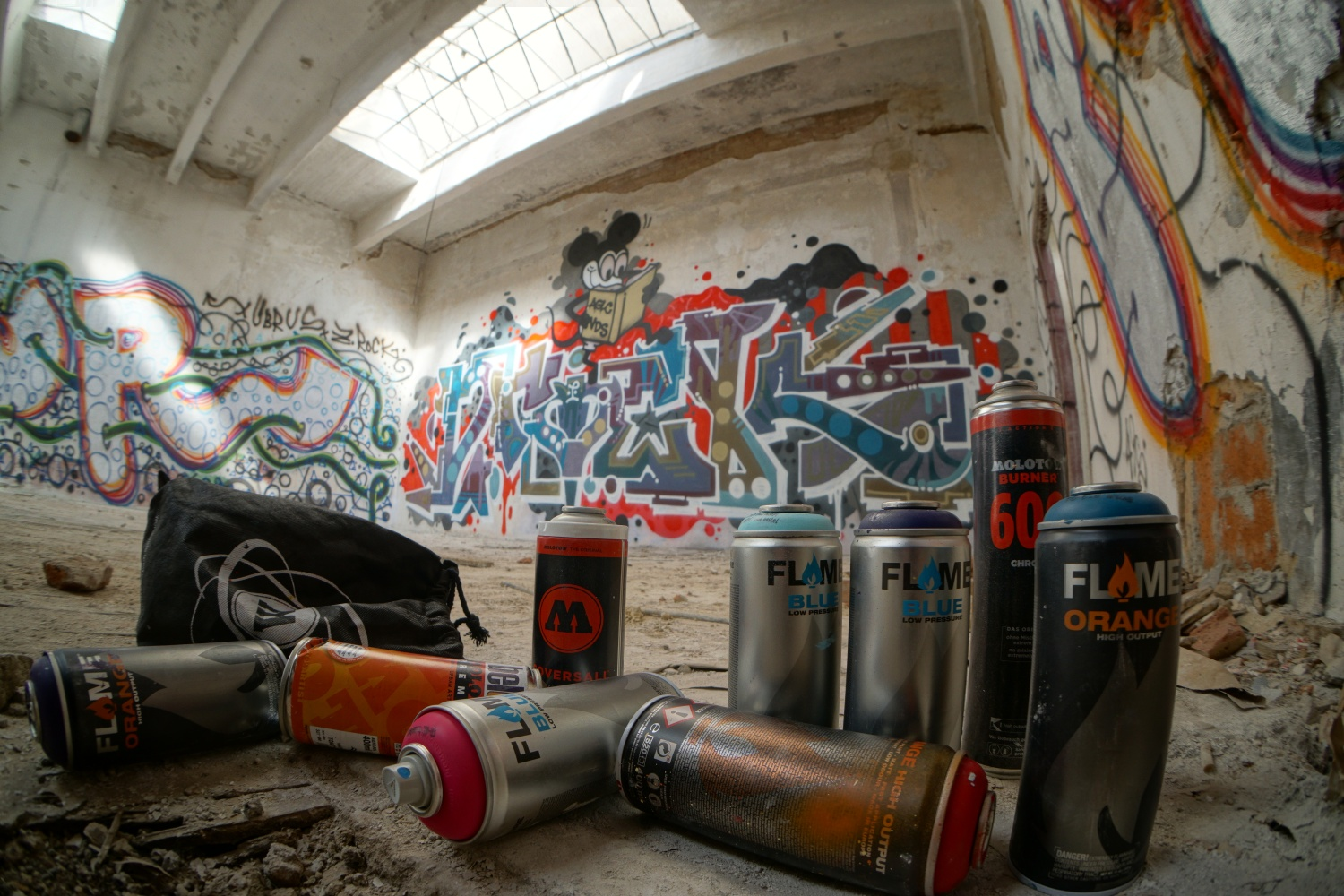
Barvy ve spreji s graffiti piecem od španělského Z.ROCKa z AGLC crew.

Barva ve spreji, nebo také sprej – je nejznámější aplikační nástroj na principu aerosolu, který je velice praktický pro své využití v mnoha oborech. Hobby, průmysl, urban art, streetart, graffiti, a další.
Sprej, nebo také barva ve spreji, nebo také aerosolový rozprašovač, je v podstatě plechová válcová nádoba obvykle v objemech od 25ml do 1000ml, která je nahoře uzavřená ventilem, na kterém je základní tryska, neboli rozprašovač. Nádoba je vždy pod tlakem a je naplněná hnacím plynem a tekutou směsí, kterou je směs pojiv a barvy.
Sprej obsahuje kuličky k řádnému promíchání směsi. Existují také spreje, které míchací kuličku neobsahují.
Různé formy použití a individuální potřeby uživatelů vyžadují různé úpravy a technologie, stejně jako vlastnosti. Ty jsou tlak (nízký, vysoký), ventil (měkký, tvrdý), báze barvy a další faktory.

## Výhody barvy ve spreji
- Barvy ve spreji jsou praktické a flexibilní
- Jsou bezpečné a práce s nimi je čistá
- Jejich výhodou je vysoká kryvost, rychlé schnutí
- Ideální jak pro interiéry – spreje na vodní bázi s nízkým zápachem
- Vhodný samozřejmě i pro exteriéry
- Možnost kontroly toku barvy díky tryskám a jejich stisku
- Unikátní stopa barvy při její aplikaci díky tryskám
- Všemožné možnosti použití – lakování, barvení, umělecké aplikace, na plátno
- Použití kdekoliv, kde nemůžete použít štětec

## Popis funkce spreje

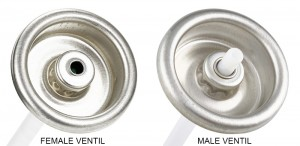
Ventil spreje – dámský „female“ / pánský „male“

V případě spreje s kuličkou vede uvnitř od ventilu hadička téměř až na dno plechovky. Po stisku trysky, která je nasazena na ventilu spreje, je díky vnitřnímu tlaku barva vtlačena do hadičky, a přes otevřený ventil a právě přes tuto trysku, vytvoří aerosol kapalných částic, což je samotná směs. Plyn se velice rychle rozpustí ve vzduchu, a zůstává samotná směs, která dopadá na aplikovaný povrch. Zde se odpaří další nadbytečné látky, a zůstává finální směs, která za určitý čas vyschne či vytvrdne.
Je důležité sprej používat ve vertikální poloze, to je dnem dolů a ventilem nahoru, aby plyn byl schopen vytlačit požadovanou směs do ventilu, a posléze do trysky (jakmile je sprej v přílišném sklonu, nenabírá dostatečně barvu, barva není distribuována tak jak má být, sprej může vynechávat). Výjimku tvoří značkovací spreje s 360stupňovou hlavou, které aplikují barvu v jakékoliv poloze.

### Ventil spreje
Existují dva typy ventilu – a to dámský (female ventil), a pánský (male ventil). Většina barev ve spreji má dámský ventil, ale mohou se objevit i varianty s pánským ventilem, a to v závislosti na krajině původu.

## Báze
Barvy ve spreji mají různé báze, které jsou závíslé od výrobce a receptury. Nitrokombinační, akrylové, syntetické, kombinace speciálních pryskyřic, akrylátové disperze na vodní bázi (místo ředidla je velká část nahrazená vodou), asfaltové a další.

## Barevné škály
Na trhu jsou k dostání různé barevné škály, od několika základních odstínů, až po stovky. Někteří výrobci se drží barevného standardu RAL, někteří si vytvořili svou škálu. Spreje mají také různý konečný vzhled – lesk, mat, či pololesk / mat.

## Trysky

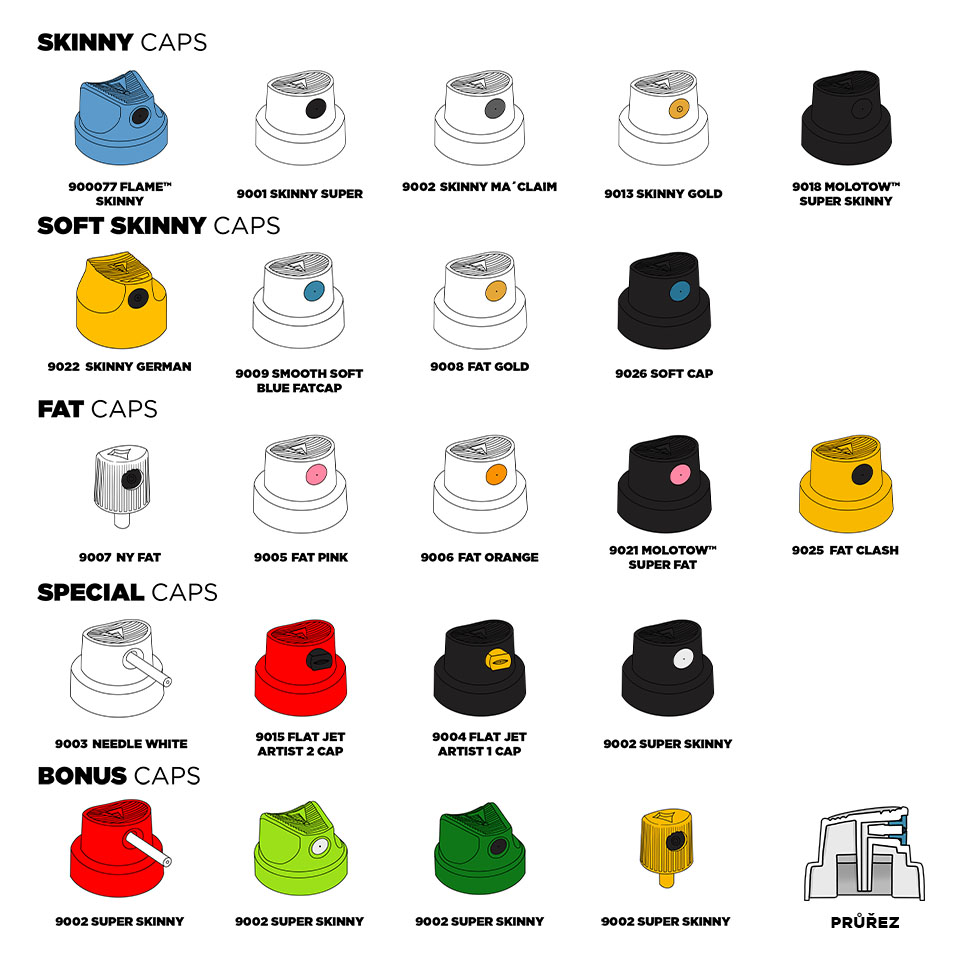
Vybrané druhy trysek rozdělené do kategorií.

Trysky, ventilky, nádstavce, čepičky, caps, kloboučky a další slangové názvy, jsou velice důležítou součástí spreje, kterým je barva aplikovaná od ventilu spreje na požadovaný povrch. Sprej vždy obsahuje základní trysku, kterou je uživatel schopný nanést barvu. U mnoha sprejů lze tryska vyměnit. Díky graffiti a streetart segmentu, se na trhu objevilo mnoho druhů, v současnosti jich bude minimálně 50. Někteří producenti si vyrábí svoje edice, někteří využívají existující typy. Nejvetší škála trysek je používaná na dámský ventil. Existují také adaptéry, které umožňují použiití těchto trysek na pánském ventilu.

#### Rozdělení trysek
Trysky bývají rozdělené na tenké a jemné pro detaily, široké pro rychlejší aplikaci barvy, a speciální jako kaligrafické, super tenké a klasické originální standard a pak bonus trysky, které se doplňují se základem. Trysky lze snadno rozeznat dle jejich barevné kombinace. Na tryskách jsou také vyražené zevnitř číslice, dle těch se ale nelze orientovat.

#### Použití trysek
U sprejů vybavených jemným ventilem, lze snadněji kontrolovat průtok barvy tryskou a nános na povrch. Při jemném stisku je průtok barvy pomalý, a při větším větší – to je velice vhodné při různých aplikacích. V podstatě se širokou tryskou je možné nanášet malé množství barvy či dělat tenkou linku. U sprejů s tvrdým ventilem lze tohoto také dosáhnout, ale je potřeba větší uživatelskou zkušenost.
Průběh aplikace je závislý na typu trysky, tlaku barvy, na typu ventilu (měkký, tvrdý), na typu barvy, na vzdálenosti od povrchu, úhlu držení spreje a také na stisku.

## Bezpečnostní informace
Spreje jsou bezpečná záležitost, při dodržování základních pravidel je práce s nimi bezpečná a bezproblémová.
Všechny spreje jsou označené dle systému GHS (globálně harmonizovaný systém klasifikace a označování chemikálií).
Chemické symboly nebezpečí jsou piktogramy bezpečnostní klasifikace reprezentující fyzická rizika chemických látek, jejich zdravotní rizika a rizika pro životní prostředí.
Každý sprej má svou specifickou recepturu, svůj bezpečnostní list a různou kombinaci symbolů, H-vět a P-vět.
Ke každému spreji náleží bezpečnostní list, kdy v nich ale nenajdete recepturu ale pouze seznam nebezpečných látek, nakolik si toto výrobci střeží jako výrobní tajemství.